# Gary Carlsen
Gary David Carlsen (ur. 12 maja 1945 w Ashland) – amerykański lekkoatleta, który specjalizował się w rzucie dyskiem.
W 1967 roku wywalczył w Tokio złoty medal uniwersjady (wynik – 59,84). W tym samym roku zwyciężył na igrzyskach panamerykańskich w Winnipeg rzutem na odległość 57,50. Szósty zawodnik igrzysk olimpijskich, które w 1968 roku odbyły się w Meksyku – w finale uzyskał wynik 59,46. Rekord życiowy: 64,14 (1968).